# Coll Arenós (Llubriqueto)
El Coll Arenós és una collada que es troba en límit dels termes municipals de la Vall de Boí i de Vilaller, a l'Alta Ribagorça; situada en el límit del Parc Nacional d'Aigüestortes i Estany de Sant Maurici i la seva zona perifèrica.
El coll està situat a 2.826,2 metres d'altitud, en la cresta que separa la nord-occidental Vall de Besiberri del sud-oriental Circ de Gémena de la Vall de Llubriqueto. És el més occidental dels dos colls situats entre el Pic de Baserca (SO) i la Punta Senyalada (ENE).

## Rutes
- Per la Vall de Llubriqueto: via Barranc de Llubriqueto, Pla de la Cabana, Estany de Gémena de Baix i Estany Gémena de Dalt.
- Per la Vall de Besiberri: via Barranc de Besiberri, Estany de Besiberri i Estanyet de l'Obaga de Besiberri.[2]